# Товарњак (Молат)
Товарњак је мало ненасељено острво у хрватском делу Јадранског мора. Припада акваторији Града Задра у подручју око острва Молат. 
Налази се око 2 км источно Белог рта на острву Молат. Површина острва износи 0,08 км². Дужина обалске линије је 1,55 км.. Највиши врх на острву је висок 21 метара.